# Eve Stewart
Eve Stewart é uma diretora de arte britânica. Como reconhecimento, foi nomeado ao Oscar 2016 na categoria de Melhor Direção de Arte por The Danish Girl.